# Organizzazione degli Stati dei Caraibi Orientali

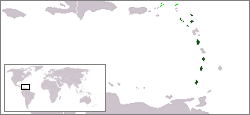
Mappa dei paesi membri.

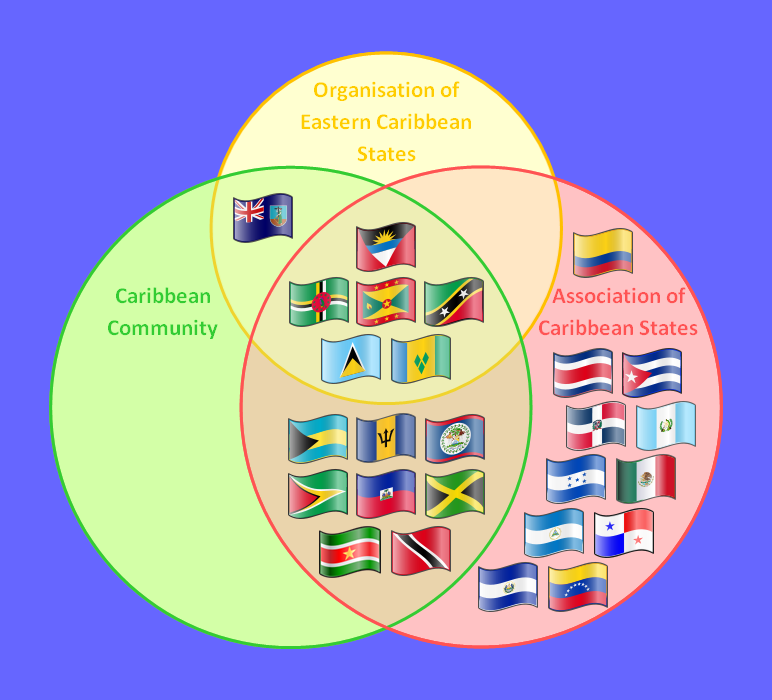
Diagramma di Eulero-Venn delle organizzazioni internazionali centroamericane.

L'Organizzazione degli Stati dei Caraibi Orientali acronimo OSCO; (Organization of Eastern Caribbean States in inglese, da cui l'acronimo OECS; Organización de Estados del Caribe Oriental in spagnolo; Organisation des États de la Caraïbe orientale in francese, da cui l'acronimo OECO) è un'instituzione internazionale a carattere regionale che promuove la cooperazione tecnica e lo sviluppo sostenibile di sei Stati indipendenti e tre territori d'oltremare del Regno Unito. L'organizzazione venne creata il 18 giugno 1981 per succedere ai West Indies Associated States, con la firma del Trattato di Basseterre nella capitale di Saint Kitts e Nevis.
La capitale amministrativa dell'Organizzazione è Castries. L'attuale presidente è Ralph Gonsalves.
Otto dei nove membri dell'OECS adottano il Dollaro dei Caraibi orientali come valuta ufficiale mentre nelle Isole Vergini britanniche si utilizza il dollaro statunitense.
Il 2 dicembre 2004 le è stato riconosciuto lo status di osservatore dell'Assemblea generale delle Nazioni Unite.

## Membri

### Effettivi
- Antigua e Barbuda
- Dominica
- Grenada
- Montserrat
- Saint Kitts e Nevis
- Saint Vincent e Grenadine
- Saint Lucia

### Associati
- Anguilla
- Isole Vergini Britanniche
- Guadalupa
- Martinica